# Брезинский, Артемий Георгиевич
Артемий Георгиевич Брезинский (4 мая 1908 — 9 декабря 1981) — советский военачальник, контр-адмирал, участник Великой Отечественной и советско-японской войн.

## Биография
Артемий Георгиевич Брезинский родился 4 мая 1908 года в селе Ромашково (ныне — Одинцовский район Московской области). В 1925 году был призван на службу в Военно-морской флот СССР. В 1928 году окончил Высшее военно-морское училище имени М. В. Фрунзе, в 1931 году — артиллерийский класс Специализированных классов командного состава Военно-морских сил РККА. Служил на различных кораблях ВМФ СССР, пройдя путь от корабельного курсанта до начальника штаба бригады эсминцев на Тихоокеанском флоте. В августе 1937 года поступил на артиллерийский факультет Военно-морской академии имени К. Е. Ворошилова. Здесь Брезинский встретил начало Великой Отечественной войны, и был ускоренным курсом выпущен из академии в июле 1941 года.
С 30 июля 1941 года находился в действующей армии. Выполнял функции представителя морского артиллерийского начальника при штабах различных войсковых соединений Красной Армии, оборонявших Ленинград на дальних и ближних подступах к нему. Участвовал в организации обороны советских войск в районе Кингисепп — Нарва, на Копорской губе, организовывал огневую поддержку со стороны флота сухопутным частям. После установления блокады был офицером связи начальника артиллерии Балтийского флота при начальниках артиллерии 23-й и 55-й армий. В трудных условиях сумел наладить огневое взаимодействие между флотом и армией, внеся значительный вклад в успешное удержание занимаемых позиций.
В марте 1942 года Брезинский был отозван из Ленинграда и направлен на Дальний Восток, где занял должность флагманского артиллериста Штаба Тихоокеанского флота. Приложил много усилий для повышения боевой подготовки частей, внедрение в практику боевого опыта Великой Отечественной войны, что сыграло значительную роль в советско-японской войне лета 1945 года. В ходе боевых действий против японских флота и армии он активно участвовал в разработке операций, их артиллерийском обеспечении.
В мае 1946 года был переведён в центральный аппарат Военно-морского флота СССР. Возглавлял Управления, ведавшие внедрением на кораблях реактивного вооружения. С ноября 1954 года — на преподавательской работе в Высшей военной академии имени К. Е. Ворошилова (впоследствии — Военная академия Генерального штаба Вооружённых Сил СССР). В 1956—1959 годах возглавлял кафедру боевых средств флота военно-морского факультета этой академии. Защитили диссертацию на соискание учёной степени доктора военно-морских наук по теме: «Операции ВМФ на удалённых сообщения противника в Атлантическом океане». Осенью 1965 года находился в командировке в Египте. По возвращении занимал должность заместителя начальника той же кафедры в академии Генштаба. В июле 1968 года вышел в отставку. Умер 9 декабря 1981 года.

## Награды
- Орден Ленина (15 ноября 1950 года);
- 3 ордена Красного Знамени (10 ноября 1945 года, 1 сентября 1945 года, 30 декабря 1956 года);
- Орден Отечественной войны 1-й степени (31 марта 1946 года);
- 2 ордена Красной Звезды (22 февраля 1944 года, 3 ноября 1944 года);
- Медаль «За оборону Ленинграда» и другие медали.